# Pilema subdentata
Pilema subdentata är en kackerlacksart som beskrevs av Karlis Princis 1963. Pilema subdentata ingår i släktet Pilema och familjen jättekackerlackor.
Artens utbredningsområde är Zimbabwe. Inga underarter finns listade i Catalogue of Life.